# Расставание (картина Мунка)
«Расстава́ние» (норв. Løsrivelsen) — картина норвежского художника Эдварда Мунка, написанная в 1896 году. Хранится в Музее Мунка в Осло. Полотно выставлялось как часть цикла работ живописца «Фриз жизни» в 1903 году.

## Описание
На полотне изображены мужчина и женщина. Покинутый мужчина в чёрных одеждах испытывает страдание; воспоминания не позволяют ему порвать с прошлым; с бледным видом он удерживает ту область груди, где находится сердце. Женщина в светлом платье, чей силуэт сливается с пейзажем, напротив, излучает целеустремлённость и спокойствие. Её нежный и не до конца прописанный образ символизирует светлое прошлое, а тёмная фигура мужчины, чей силуэт и черты лица изображены более тщательно, принадлежит к мрачному настоящему.
Произведение решено в скупой, но органичной цветовой гамме, передающей атмосферу напряжения и депрессивную составляющую сюжета.